# Animal nocturno
Animal nocturno è il quarto album in studio del cantautore guatemalteco Ricardo Arjona, pubblicato nel 1993.

## Tracce
1. Libre
2. Primera vez
3. Mujeres
4. Tiempo en una botella
5. Como olvidarte
6. Solo
7. Baila conmigo
8. Quién diria
9. Te encontraré
10. Así de ilógico
11. Animal nocturno
12. Jesús, verbo no sustantivo